# Medalha de Valor Militar
A Medalha de Valor Militar é uma Medalha Militar portuguesa criada a 2 de Outubro de 1863, por decreto da Secretaria de Estado dos Negócios da Guerra, inicialmente com dois graus (Ouro e Prata) e hoje em dia com três graus (Ouro, Prata e Cobre), "destinada a galardoar actos heróicos de extraordinária abnegação e valentia ou de grande coragem moral e excepcional capacidade de decisão, quer em campanha, quer em tempo de paz, mas sempre em circunstâncias em que haja comprovado ou presumível perigo de vida".
É a mais elevada Medalha Militar de Portugal. Logo após a Antiga e Muito Nobre Ordem Militar da Torre e Espada, do Valor, Lealdade e Mérito, a Medalha de Valor Militar, ocupa o segundo lugar na ordem de precedência das condecorações militares portuguesas.

## Graus
A Medalha de Valor Militar tem 3 graus:
- Grau Ouro (MOVM)
- Grau Prata (MPVM)
- Grau Cobre (MCVM)

O grau é concedido em função dos feitos realizados e não da patente do militar.
Quando se destine a galardoar feitos heróicos em campanha militar a Medalha de Valor Militar é concedida com palma:
- Grau Ouro com Palma (MOVM)
- Grau Prata com Palma (MPVM)
- Grau Cobre com Palma (MCVM)

## Insígnias
O desenho desta Medalha (desde 1971) no seu Grau Ouro, é o seguinte:
- Relativamente ao anverso, ou face, é uma cruz pátea, de contornos rectilíneos, de ouro cinzelado, assente numa coroa circular de folhas de louro, frutadas, tudo de verde, e tendo sobreposto, ao centro, um emblema nacional (constituído pelo escudo das armas nacionais, nos seus metais e esmaltes, assente numa esfera armilar, de ouro), circundado por uma bordadura de azul com a legenda «VALOR MILITAR», em letras de tipo elzevir, maiúsculas, de ouro.
- O reverso de ouro liso, contém gravados o nome e posto do agraciado, assim como o ano em que a medalha foi recebida.
- A fita de suspensão é de seda ondeada, com nove filetes longitudinais, iguais em largura, sendo cinco azuis e quatro brancos, dispostos alternadamente. Cada filete tem a largura de 3 mm, completando 30 cm de largura que constitui a generalidade das fitas de suspensão de qualquer Medalha militar portuguesa. Ao centro da fita, é colocado um escudo nacional assente sobre esfera armilar, de ouro. A passadeira e a belheira em forma de túlipa invertida, são também em ouro. A fita de suspensão receberá ainda um palma dourada, quando for ganha por feitos ou serviços em campanha.

Esta medalha, em Grau Prata, difere apenas em que o escudo nacional na fita, assim como a passadeira, a belheira e o pendente (medalha propriamente dita) são em prata.
No Grau Cobre, difere das anteriores na medida em que a passadeira, a belheira e o pendente são em bronze e não tem o escudo nacional na fita de suspensão.
De notar a semelhança da medalha de Valor Militar com a Cruz da Guerra Peninsular, criada cerca de século e meio antes. Tanto o formato de cruz pátea, de contornos rectilíneos, assente numa coroa circular de folhas de ouro, como a belheira em forma de túlipa invertida parecem indicar uma inspiração indisfarçável.
|  |  |

## Lista de Agraciados

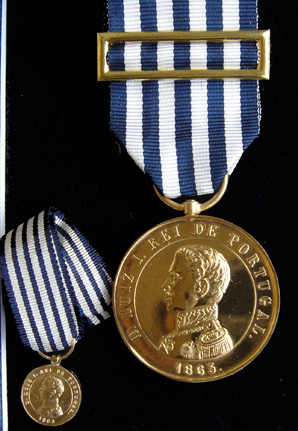
Medalha Militar de Valor, grau ouro, 1863-1910

- Capitão Henrique de Paiva Couceiro (Medalha de Ouro de Valor Militar D. Luiz I - 1896)
- Major de Infantaria João Eduardo Franco Antunes Centeno (grau Ouro, 1922)
- Capitão de Mar-e-Guerra António da Cunha Aragão (grau Ouro com Palma, 1963?)
- Coronel Inf CMD Jaime Rodolfo de Abreu Cardoso (grau Prata com Palma, 1964)
- Coronel Pára-quedista, Sigfredo Ventura da Costa Campos (grau Ouro com Palma, 1967) - (06m47s)
- 1º Tenente Moutinho de Almeida (grau Ouro com Palma, 1967) - (07m18s)
- Tenente-Coronel José António Fernandes (grau Prata com Palma, 1972)
- Major-General Heitor Hamílton Almendra (grau Ouro com Palma, 1975 / grau Prata com Palma, 1973)
- Coronel CMD Maurício Leonel Sousa Saraiva (grau Ouro com Palma / grau Prata com Palma)
- Capitão de Mar-e-Guerra FZE Guilherme Almor de Alpoim Calvão (grau Ouro com Palma)
- General Mário Firmino Miguel (grau Prata com Palma)
- General João de Almeida Bruno (grau Prata com Palma)
- Tenente-General Manuel Bação da Costa Lemos (grau Prata com Palma)
- Major-General Fernando Manuel Jasmins de Freitas (grau Prata com Palma)
- Major-General José Manuel Garcia Ramos Lousada (grau Prata com Palma)
- Major-General Arnaldo José Ribeiro da Cruz (grau Prata com Palma)
- Coronel Inf CMD Fernando Gil de Almeida Lobato de Faria (grau Prata com Palma)
- Coronel Inf CMD António Delfim de Oliveira Marques (grau Prata com Palma)
- Coronel QEO CMD Fernando Augusto Colaço Miguel Robles (grau Prata com Palma)
- Capitão de Mar-e-Guerra FZE Alberto Rebordão de Brito (grau Prata com Palma)
- Tenente-Coronel Art CMD Gilberto Manuel Santos e Castro (grau Prata com Palma)
- Tenente-Coronel QEO CMD António Joaquim Ribeiro da Fonseca (com Prata com Palma)
- Major Inf Pára-Quedista Manuel Durval Afonso Lages (grau Prata com Palma)
- Capitão Inf CMD José Bernardino Piteira Rosado (grau Prata com Palma) (póst.)
- Capitão Mil CMD Francisco Horácio Martins Valente (grau Prata com Palma)
- Capitão Mil CMD Álvaro Manuel Alves Cardoso (grau Prata com Palma)
- Alferes Mil CMD Afonso Henrique (grau Prata com Palma) (póst.)
- Alferes Mil CMD José António Miranda Esteves (grau Prata com Palma) (póst.)
- Furriel Grad CMD Heliodoro José Pinto Caldas (grau Prata com Palma)
- Soldado CMD Lázaro Ramos da Conceição Neto (grau Prata com Palma) (póst.)
- Soldado CMD Aliu Jaquité (grau Prata com Palma)
- 1º Cabo CMD José Cardoso Manuel (grau Cobre com Palma)
- 1º Cabo CMD António Joaquim Vieira Ferreira (grau Cobre com Palma) (póst.)
- «Ver todos»[ligação inativa]